# الجنيه الروديسي الجنوبي
الجنيه الإسترليني عملة روديسيا الجنوبية، كما كانت متداولتاً في روديسيا الشمالية ونياسالاند. وكان الجنيه الإسترليني مقسماً إلى 20 شلناً، كل منها يساوي 12 بنساً.

## تاريخ
منذ عام 1896، أصدرت البنوك الخاصة أوراقًا نقدية مقومة بالجنيه الإسترليني والدولار الأمريكي تعادل الجنيه الإسترليني. وفي عام 1932، طُرحت عملة مميزة. وفي عام 1938، أُسس مجلس عملة جنوب روديسيا وتولى إصدار النقود الورقية في العام التالي. وانضمت روديسيا الجنوبية وروديسيا الشمالية ونياسالاند في عام 1953 لتشكيل اتحاد روديسيا ونياسالاند، والذي استمر في استخدام الجنيه الروديسي الجنوبي حتى عام 1955 عندما طُرحت العملات المعدنية لجنيه روديسيا ونياسالاند. وشهد عام 1955 أيضًا إعادة تسمية مجلس عملة جنوب روديسيا إلى مجلس عملة وسط إفريقيا. وفي عام 1956، طُرحت أول عملة ورقية من جنيه روديسيا ونياسالاند، مما أدى إلى إكمال عملية الانتقال.

## عملات معدنية
في عام ١٩٣٢، طُرحت عملات فضية عيار ٩٢٥ بفئات ٣ بنسات، ٦ بنسات، ١/–، ٢/–، و٢/٦. وتلتها في عام ١٩٣٤ عملات مثقوبة من النحاس والنيكل. عملات معدنية د وواحد د. في عام ١٩٤٢، استُبدلت عملات النحاس والنيكل بالبرونز، بينما خُفِّضت قيمة العملات الفضية إلى عيار ٥٠٠ في عام ١٩٤٤، ثم استُبدلت بالنحاس والنيكل في عام ١٩٤٧. استمرت العملات المعدنية في الصدور حتى عام ١٩٥٤. في عام ١٩٥٣، سُكّت عملة معدنية من فئة ٥ شلنات، عيار ٥٠٠ (وزن الفضة الفعلي ٠.٤٥ أونصة) احتفالًا بالذكرى المئوية لميلاد سيسيل رودس. أُنتج ١٢٤,٠٠٠ عملة للتداول، بالإضافة إلى ١٥٠٠ عملة معدنية سُكّت كعملات بروفي.

## الأوراق النقدية
في عام ١٨٩٦، طرح فرع سالزبوري لبنك ستاندرد بجنوب أفريقيا أول أوراق نقدية من فئة جنيه إسترليني واحد وخمسة جنيهات إسترلينية. وأصدر هذا البنك لاحقًا أوراقًا نقدية من فئة ١٠ شلنات. كما أصدر بنك أفريقيا وبنك باركليز والبنك الوطني لجنوب أفريقيا أوراقًا نقدية. وانتهت هذه الإصدارات المصرفية الخاصة عام ١٩٣٨.
في عام 1939، قدم مجلس العملة في روديسيا الجنوبية أوراقًا نقدية من فئة 10/- و1 جنيه إسترليني و5 جنيهات إسترلينية، تلاها أوراق نقدية من فئة 5/- بين عامي 1943 و1948 و10 جنيهات إسترلينية في عام 1953. في عام 1955، أصدر مجلس العملة في أفريقيا الوسطى أوراقًا نقدية من فئة 10/- و1 جنيه إسترليني و5 جنيهات إسترلينية و10 جنيهات إسترلينية.
| يختار لا. | صورة       | صورة | قيمة               | أبعاد       | اللون الرئيسي | اللون الرئيسي | وصف                                  | وصف              | وصف             | تاريخ       | تاريخ          | تاريخ  |
| يختار لا. | وجه العملة | يعكس | قيمة               | أبعاد       | اللون الرئيسي | اللون الرئيسي | وجه العملة                           | يعكس             | العلامة المائية | الطباعة     | مشكلة          | انسحاب |
| --------- | ---------- | ---- | ------------------ | ----------- | ------------- | ------------- | ------------------------------------ | ---------------- | --------------- | ----------- | -------------- | ------ |
| 8أ        |            |      | 5/–                |             |               | بني           | الملك جورج السادس                    | 5/-              | لا أحد          | 1943 - 1945 | 1 يناير 1943   |        |
| 8ب        |            |      | 5/–                | 115 × 69 مم |               | بني           | الملك جورج السادس                    | 5/-              | لا أحد          | 1945 - 1952 | 1 فبراير 1945  |        |
| 9         |            |      | 10/–               |             |               | بني           | المرتفعات الشرقية والملك جورج السادس | شلالات فيكتوريا  | سيسيل جون رودس  | 1939 - 1952 | 15 ديسمبر 1939 |        |
| 10        |            |      | 1 جنيه إسترليني    |             |               | أخضر          | الملك جورج السادس                    | زيمبابوي العظيمة | سيسيل جون رودس  | 1939 - 1952 | 15 ديسمبر 1939 |        |
| 11        |            |      | 5 جنيهات إسترلينية |             |               | أزرق          | التعدين والملك جورج السادس           | شلالات فيكتوريا  | سيسيل جون رودس  | 1939 - 1952 | 15 ديسمبر 1939 |        |

| يختار لا. | صورة       | صورة | قيمة                | أبعاد       | اللون الرئيسي | اللون الرئيسي | وصف                                        | وصف              | وصف             | تاريخ       | تاريخ         | تاريخ  |
| يختار لا. | وجه العملة | يعكس | قيمة                | أبعاد       | اللون الرئيسي | اللون الرئيسي | وجه العملة                                 | يعكس             | العلامة المائية | الطباعة     | مشكلة         | انسحاب |
| --------- | ---------- | ---- | ------------------- | ----------- | ------------- | ------------- | ------------------------------------------ | ---------------- | --------------- | ----------- | ------------- | ------ |
| 12        |            |      | 10/–                | 132 × 75 مم |               | بني           | المرتفعات الشرقية والملكة إليزابيث الثانية | شلالات فيكتوريا  | سيسيل جون رودس  | 1952 - 1956 | 1 ديسمبر 1952 |        |
| 13        |            |      | 1 جنيه إسترليني     | 148 × 82 مم |               | أخضر          | الملكة إليزابيث الثانية                    | زيمبابوي العظيمة | سيسيل جون رودس  | 1952 - 1956 | 1 ديسمبر 1952 |        |
| 14        |            |      | 5 جنيهات إسترلينية  | 160 × 88 مم |               | أزرق          | التعدين والملكة إليزابيث الثانية           | شلالات فيكتوريا  | سيسيل جون رودس  | 1953 - 1956 | 1 يناير 1953  |        |
| 15        |            |      | 10 جنيهات إسترلينية | 168 × 94 مم |               | البرتقالي     | الأسد والملكة إليزابيث الثانية             | الفيلة           | سيسيل جون رودس  | 1953 - 1956 | 15 أبريل 1953 |        |